# 예우헨 하체리디
예우헨 하체리디(우크라이나어: Євген Григорович Хачері́ді, 1988년 5월 9일 ~)은 우크라이나의 축구 선수이다. 무소속 선수이다.